# Blimp
Blimp tudi mehka (nerigidna) zračna ladja je vrsta zrakoplova lažjega od zraka - aerostat. Za razliko od cepelinov (togih zračnih ladij) ali poltogih zračnih ladij, blimp nima  trdne (toge) podporne strukture. Obliko trupa vzdržuje vzgonski plin pod tlakom, največkrat se uporablja helij.
Po navadi so edini trdni deli potniška gondola z motorji in repni del.

## Zgledi mehkih zračnih ladij
:
- TC-3 in TC-7,
- SS, SSP, SST, SSZ in NS class blimpi so se uporabljali kot spremljevalci konvojem v 1. svetovni vojni
- G class blimp in L class blimp
- K class blimp in M class blimp so se uporabljali za protipodmorniško bojevanje v 2. svetovni vojni
- N class blimp ( "Nan ship") so se uporabljali za protipodmorniško bojevanje v 1950ih
- Goodyear Blimp je flota blimpov, ki se uporablja za oglaševanje in snemanje
- Skyship 600, a private blimp used by advertising companies
- P-791, eksperimentalna hibdrina zračna ladja
- SVAM CA-80 kitajska zračna ladja
- WDL 2 oglaševalni blimp